# Giacomo Colussi
Giacomo Colussi (Venezia, 26 novembre 1914 – Milano, 19 dicembre 1999) è stato un imprenditore italiano.

## Biografia
La famiglia Colussi, originaria dello Zoldano, si trasferì a Venezia nel 1880 dove aprì una panetteria. Nel 1911 il padre Angelo, con i soldi guadagnati dalla vendita di alcuni immobili, costruì una fabbrica di biscotti.
Nel 1920 la fabbrica si espanse notevolmente con l’acquisto di un forno a riscaldamento indiretto con il carbone, due camere di cottura con tubi per distribuire il calore, impastatrici, laminatoi e una macchina stampatrice. Arrivarono a produrre un quintale di biscotti l’ora di cui occupò un numero di 50 operai. 
Negli anni Trenta, iniziarono anche a produrre panettoni, wafer e pasticcini; Angelo Colussi decise di aprire altri negozi per vendere direttamente i suoi prodotti: alla metà del decennio si contavano 14 punti vendita (sei a Venezia, uno al Lido di Venezia, uno a Mestre, uno a Padova, uno a Vicenza, uno a Udine, uno a Trieste e due a Milano).
Giacomo Colussi frequentò gli uffici della fabbrica sin da bambino; si diplomò all’Istituto tecnico commerciale e si iscrisse alla facoltà di Scienze economiche e commerciali dell’Università Ca' Foscari di Venezia, dove conseguì la laurea. Nel 1936, prima di terminare gli studi, gli venne affidata la gestione della fabbrica di biscotti di Vittorio Veneto, appena acquisita dal padre.